# Famous Funnies
Famous Funnies è stata una serie a fumetti pubblicata negli Stati Uniti d'America dal 1934 al 1955 dalla Eastern Colour Printing Company. Venne preceduta da due albi omonimi, il primo intitolato Famous Funnies: A Carnival of Comics,  un libretto di trentasei pagine con una tiratura di 100 000 copie distribuite gratuitamente da varie aziende a metà del 1933 e un secondo, Famous Funnies, un albo composto da sessantotto pagine, stampato in circa 35 000 copie e messo in vendita da una catena di grandi magazzini per 10 centesimi all'inizio del 1934.
La serie, stampata in 250 000 copie, venne distribuita in edicola dal maggio 1934 ed è generalmente considerata come il primo e vero comic book e comunque quella che ne ha standardizzato il formato; venne edita per 218 numeri fino al luglio del 1955.

## Storia editoriale

### The Funnies and Funnies on Parade
La Dell Publishing nel 1929 pubblicò un periodico di 16 pagine, su carta da giornale in quadricromia, con materiale originale in stile fumetto intitolato The Funnies e descritto dalla Biblioteca del Congresso come «un inserto in formato tabloid di breve durata». Lo storico Ron Goulart lo descrive «più come la sezione domenicale dei giornali dedicata ai fumetti - senza il giornale - che un vero e proprio comic book».
L'idea di proporre alle aziende la diffusione di opuscoli di fumetti promozionali per i clienti venne a Harry I. Wildenberg all'inizio del 1933. Il direttore delle vendite della Eastern Color era ben consapevole dell'attrattiva dei fumetti suscitata nei lettori di giornali. A maggio, la compagnia petrolifera Gulf Oil, diffuse su suo consiglio, tre milioni di copie del Gulf Oil Weekly, un tabloid promozionale con quattro pagine di fumetti inediti che si rilevò un successo. Ispirati da questo, Max Gaines, che aveva lavorato come rappresentante alla Eastern Color, convinse la Procter & Gamble a offrire ai propri clienti un libretto contenente ristampe di fumetti da ricevere a seguito dell'invio dei tagliandi stampati sulle confezioni dei loro prodotti. Quindi a The Funnies seguì nel 1933 Funnies on Parade della Eastern Colour, un tabloid stampato in modo simile ma di sole otto pagine e composto da diverse strisce a fumetti in concessione dal McNaught Syndicate ristampate a colori.
Wildenberg aveva avuto l'idea di stampare un opuscolo nel formato di mezza pagina di tabloid (22x28 cm), dopo aver constatato che le pagine degli inserti domenicali potevano essere stampate in questo formato che la sua compagnia aveva usato come supplemento promozionale del Philadelphia Public Ledger. Venne inviato gratuitamente come articolo promozionale ai consumatori che avevano spedito i tagliandi ritagliati dai prodotti della Procter & Gamble. L'operazione fu un grande successo e le 10 000 copie di Funnies on Parade furono presto esaurite.
Gaines e Wildenberg decisero quindi di riprovare l'operazione su scala più ampia e, collaborando con la Dell, dopo aver persuaso altre aziende (Canada Dry, Kinney Shoes, Milk-O-Malt, Wheatena, ecc.) a comprarle da loro, stamparono 100 000 copie di Famous Funnies: A Carnival of Comics, un opuscolo di 36 pagine che includeva tavole di Mutt e Jeff, Joe Palooka, Dixie Dugan, Harry Hairbreadth e Connie tra gli altri. La tiratura andò rapidamente esaurita.
Famous Funnies: A Carnival of Comics è oggi considerato dagli storici il primo vero fumetto americano; Goulart, ad esempio, lo definisce "la pietra angolare per uno dei rami più redditizi dell'editoria periodica". Venne distribuito attraverso la catena di grandi magazzini Woolworths, sebbene non sia chiaro se sia stato venduto o regalato; la copertina non indicava alcun prezzo, ma Goulart riferisce, sia metaforicamente che letteralmente, di Gaines che attaccava un adesivo con indicato il prezzo di dieci centesimi sugli albi.
Nei mesi seguenti, Gaines e Wildenberg pubblicarono altri due opuscoli di questo tipo: Century of Comics, cento pagine a 250 000 copie, seguito poi da Skippy's Own Book of Comics da 52 pagine a 500 000 copie.
Il primo Famous Funnies fu quindi il secondo albo pubblicato nel formato comic book, pur rimanendo un album pubblicitario.

### Famous Funnies: A Carnival of Comics and Famous Funnies: Series 1
Gaines convinse il presidente della Eastern Colour, Geroge Janosik, a trovare una casa editrice per vendere questi opuscoli direttamente in edicola. Janosik ricordò che aveva stampato nel 1930 gli ultimi numeri di The Funnies, un mensile che ristampava le tavole domenicali nel formato tabloid pubblicato dalla Dell Publishing. Janosik convinse il capo della Dell, George T. Delacorte e le 35 000 copie di Famous Funnies, che Delacorte - ancora scottato dal fallimento di The Funnies in edicola - decise di vendere nei grandi magazzini, furono presto esaurite. Tutte le sessantotto pagine riprendevano i contenuti di Funnies on Parade e di Famous Funnies: A Carnival of Comics.
Harold Moore, uno dei leader dei Eastern Colour, si trovò in mano un annuncio del New York Daily News che attribuiva il successo dell'edizione domenicale ai fumetti che pubblicava. Moore allora incontrò Harold Gould, presidente del potente distributore American News, con l'annuncio in mano, per vantarsi del potenziale commerciale delle riviste di fumetti. Pochi giorni dopo, Moore accettò di distribuire 250 000 copie di Famous Funnies in edicola; il primo numero uscì a maggio ma venne datato come luglio per assicurare una presenza in edicola fino al numero successivo. Sebbene Famous Funnies diventò mensile dal terzo numero, la pratica del postdatare gli albi divenne comune e continua a essere applicata oggi. Curato da Stephen A. Douglas, il primo numero conteneva quattro tavole domenicali (stampate un mese dopo la pubblicazione) e una dozzina di personaggi diversi, tra cui Mutt & Jeff, Joe Palooka, Dixie Dugan, capello Harry e Connie. Gli storici del fumetto considerano questo come il primo albo a fumetti.
All'inizio del 1934, Dell pubblicò il numero unico della prima serie di Famous Funnies, anch'esso stampato dalla Eastern Colour. A differenza del suo predecessore, era destinato fin dall'inizio a essere venduto. Una raccolta di fumetti di 68 pagine precedentemente pubblicata su Funnies on Parade e Famous Funnies: A Carnival of Comics, questo periodico da 10 centesimi ebbe una tiratura di 35 000 copie vendute con successo. Quando tuttavia la Dell rifiutò di continuarne la pubblicazione, Eastern Color pubblicò da solo Famous Funnies n. 1 (luglio 1934), ancora di 68 pagine e venduto per 10 ¢ e distribuito nelle edicole dalla American News Company; si rivelò un successo vendendo il 90% della tiratura di 200 000 copie; tuttavia, i suoi costi superarono i ricavi lasciando alla Eastern Color più di 4000 $ di debito ma le cose cambiarono velocemente arrivando a generare un profitto di 30000 $ per ogni numero a partire dal n. 12. La serie sarebbe proseguita per complessivi 218 numeri, ispirando imitatori e in gran parte lanciando un nuovo mass medium.